# Płyta roku (album Shakin’ Dudiego)
Płyta roku – trzeci album zespołu Shakin’ Dudi, wydany w 18 listopada 2002 nakładem Universal Music Polska. Zawiera dwanaście premierowych kompozycji oraz trzy znane utwory zarejestrowane w nowych aranżacjach.

## Spis utworów
źródło:.
1. „Stereo dźwięk” – 2:52
2. „Coś nie tak” – 2:53
3. „Teledurniej” – 3:40
4. „Ula, ula” – 2:59
5. „Mała, biała i pękata” – 3:03
6. „Lili, na imię miałaś Lili” – 3:06
7. „Kup psa” – 2:36
8. „Przebierka” – 1:52
9. „Promocja w krainie czarów” – 2:48
10. „Morella” – 3:42
11. „Konstruktor” – 5:12
12. „Nie dla mnie limuzyny” – 3:22
13. „Paramądrala” – 1:59
14. „1.2.3.4.5.6.7” – 2:09
15. „Au szalalala” – 2:30

## Twórcy
źródło:.
- Irek Dudek – śpiew, harmonijka ustna
- Dawid Główczewski – saksofon
- Paweł Smorąg – saksofon
- Grzegorz Czuchaj – saksofon
- Robert Kamalski – saksofon
- Krzysztof Bas – trąbka
- Michał Pradela – trąbka
- Jerzy Skalski – trąbka
- Krzysztof Róg – trąbka
- Bronisław Duży – puzon
- Marek Łukaszczyk – puzon
- Sławomir Rosiak – puzon
- Tomasz Pala – pianino
- Dariusz Dusza – gitara
- Bartek Stuchlik – kontrabas
- Ireneusz Głyk – perkusja